# ادینا آلوز باتیستا
ادینا آلوز باتیستا (به انگلیسی: Edina Alves Batista) (زاده ۱ اکتبر ۱۹۸۰) داور فوتبال اهل برزیل است.

## زندگی حرفه‌ای
او چندین بازی را در جام جهانی فوتبال زنان ۲۰۱۹ از جمله نیمه نهایی بین انگلیس و ایالات متحده قضاوت کرد، و در جام جهانی فوتبال زنان ۲۰۲۳ نیز داوری کرد.
در سال ۲۰۲۰ او در مسابقات قهرمانی فوتبال زنان زیر ۲۰ سال آمریکای جنوبی ۲۰۲۰ که در آرژانتین برگزار شد قضاوت کرد.
در ۷ فوریه ۲۰۲۱ او اولین زنی بود که در مسابقات مردان بزرگسالان فیفا قضاوت کرد و مسئولیت بازی مقام پنجم بین اولسان هیوندای و الدحیل را در جام باشگاه‌های جهان ۲۰۲۰ بر عهده داشت. در ۳ مارس ۲۰۲۱، او اولین داور زن بود که مسئولیت بازی دربی مردان بین کورینتیانس و پالمیراس در برزیل را بر عهده داشت.
در ۹ ژانویه ۲۰۲۳ فیفا او را به عنوان داور جام جهانی فوتبال زنان ۲۰۲۳ در استرالیا و نیوزیلند انتخاب کرد.
او در سال ۲۰۲۴ بازی دوستانه بین تیمهای الهلال و اینترمیامی را قضاوت کرد..